# 極道ステーキ
『極道ステーキ』（ごくどうステーキ）は、原作：工藤かずや、作画：土山しげるによる日本の漫画。リイド社『リイドコミック』にて連載された。単行本は全21巻、ワイド版全8巻。
タイトルの「ステーキ」の意味については、原作では全く不明なまま完結したが、Vシネマ版では独自に「極道はステーキの脂身のようなもの、邪魔者扱いされているが本当は大切なものである」という解釈をされた台詞が存在する。

## 概要
一千億円の資産を持つ関馬財閥の御曹司・関馬秀次。父親の跡を継ぐことを運命づけられていたが、彼は父親を超えるべく大学卒業と同時にヤクザの世界に乗り込んでいく。
単行本には、『暴力社会でのし上がれ』というキャッチフレーズが掲げられていた。

## オリジナルビデオ
1991年から1992年にかけて東映Vシネマで3作品製作、発売された。清水宏次朗主演。
シリーズ第1作『極道ステーキ』は、アクション監督・殺陣師である高瀬将嗣の映画監督デビュー作である。

### キャスト
- 関馬秀次：清水宏次朗
- 矢崎竜三：間寛平
- 片桐立之：布川敏和（第2作）
- キラー・カン（ビデオパッケージでの表記）
- 高田浩吉
- 坂上忍（第3作）
- 山口由子
- 新井康弘
- 菅田俊
- 友金敏雄
- 渡辺哲（第2作）
- 内田勝正（第3作）
- 志賀勝（第3作）
- 外人チンピラ：松田勝（第3作）
- 地井武男(※第1作パッケージに明記)
- 森次晃嗣(※第1作パッケージに明記)
- 鬼姫：ライオネス飛鳥(※第1作・第3作パッケージに明記)
- 名和宏(※第3作パッケージに明記)
- 佐倉しおり(※第1作・第3作パッケージには記載なし)
- コント山口君と竹田君(※第1作・第3作パッケージには記載なし)
- ヤクザ組員：鈴木隆二郎

### スタッフ
- 監督：高瀬将嗣
- 脚本：児玉宜久
- 撮影：宗田喜久松
- 音楽：小川哲夫（第1作・第2作）、茂村泰彦（第3作）
- 制作協力：サム・エンタープライズ
- 製作：東映ビデオ

### VHS
2021年現在、未DVD化。
- 極道ステーキ（1991年6月28日、製作：東映ビデオ / 発売：東映）
- 極道ステーキⅡ（1992年2月25日、製作：東映ビデオ / 発売：東映）
- 極道ステーキⅢ（1992年11月25日、製作：東映ビデオ / 発売：東映）